# 4,722 Hours
"4,722 Hours" é o quinto episódio da terceira temporada da série de televisão americana Agentes da S.H.I.E.L.D., girando em torno da personagem Jemma Simmons, uma agente da SHIELD (Strategic Homeland Intervention, Enforcement and Logistics Division) que está presa em um planeta alienígena. É ambientado no Universo Cinematográfico Marvel (MCU), compartilhando continuidade com os filmes da franquia. O episódio foi escrito por Craig Titley e dirigido por Jesse Bochco.
Elizabeth Henstridge interpreta Simmons, e é acompanhada pelo ator convidado Dillon Casey como outro sobrevivente preso no planeta. Regulares da série Clark Gregg, Ming-Na Wen, Chloe Bennet e Iain De Caestecker também aparecem brevemente. O episódio foi um afastamento da norma da série, focando em um único personagem ao invés do conjunto usual, e ocorrendo em um planeta alienígena. O episódio foi filmado no deserto californiano, com um efeito de filtro usado para fazer parecer que é noite no planeta, já que seu sol raramente nasce. O episódio foi inspirado em vários filmes de ficção científica e tem semelhança com Perdido em Marte, que foi lançado próximo à exibição do episódio.
"4.722 Horas" foi ao ar originalmente na ABC em 27 de outubro de 2015 e, de acordo com a Nielsen Media Research, foi assistido por 6,40 milhões de telespectadores uma semana após seu lançamento. O episódio recebeu uma resposta crítica extremamente positiva, com elogios à natureza do episódio da garrafa e ao desempenho de Henstridge, bem como à narrativa que geralmente era vista como superando as batidas previsíveis ou familiares da trama. Muitos críticos o consideraram o melhor episódio da série.

## Trama
A agente da SHIELD Jemma Simmons é sugada para um monólito alienígena que ela está estudando e é teletransportada para a noite em um planeta árido e deserto. Ela enfrenta uma tempestade de areia e encontra água e uma criatura parecida com uma planta para comer. Após 752 horas, Simmons é preso por um homem, que eventualmente se apresenta como Will, um astronauta enviado pelo portal pela NASA em 2001 que ficou preso sozinho e acredita que o planeta, ou uma entidade que controla o planeta, seja mau. Will e sua equipe vieram em uma missão de exploração de um ano, mas os outros logo sucumbiram aos efeitos de "isso"; dois se mataram, enquanto Will matou o outro quando este o atacou. Will só sobreviveu nos próximos 14 anos se escondendo de "isso" e sorte.
Simmons usa o equipamento de Will, incluindo mapas que ele e sua equipe fizeram das áreas circundantes, para tentar encontrar um caminho de volta pelo portal. Enquanto procura comida, Simmons vê um reflexo metálico à distância e o segue para encontrar uma velha espada e um equipamento de astronomia do século XIX. Percebendo que ela entrou no que Will chama de "No Fly Zone", a área para onde seus colegas astronautas foram antes de morrer, Simmons logo é pego em outra tempestade de areia - desta vez, ela vê uma figura encapuzada se aproximando dela e foge de volta para a caverna. Inspirado pelo equipamento de astronomia para usar as estrelas e luas, Simmons deduz que a localização do portal é fixa, mas parece se mover devido à rotação do planeta. Usando o antigo equipamento da NASA de Will e seu telefone celular emitido pela SHIELD, ela prevê a próxima abertura do portal, mas eles chegam ao local para descobrir que "isso" aparentemente alterou a paisagem para criar um desfiladeiro intransponível entre eles e o portal. Simmons perde a esperança de retornar à Terra quando o portal se abre e fecha na frente deles, e se resigna à vida no planeta com Will. Os dois se aproximam conforme o tempo passa.
4.722 horas desde a chegada de Simmons, eles veem um sinalizador à distância. Correndo para ele, Simmons encontra seu parceiro da SHIELD, Leo Fitz. Quando "isso" chega, Will fica para trás para segurá-lo enquanto Simmons foge relutantemente com Fitz. Ela conta a ele sobre sua provação, e Fitz promete ajudá-la a retornar ao planeta e salvar Will.

## Produção

### Desenvolvimento
Em setembro de 2015, após a exibição da estreia da temporada em que a localização da personagem Jemma Simmons foi revelada como um planeta alienígena, o produtor executivo Jeffrey Bell afirmou que "em algum momento iremos explorar totalmente o que aconteceu com ela". Ele chamou de "a coisa mais louca que já fizemos... um tipo diferente de episódio".  No mês seguinte, a Marvel anunciou que o episódio, o quinto da temporada, seria intitulado "4.722 Horas". É escrito por Craig Titley, com direção de Jesse Bochco. Para "4.722 Horas", em vez da sequência normal do título usada na temporada, o título da série no tipo de letra do episódio desaparece silenciosamente na tela sobre o pano de fundo do planeta em que Simmons está preso.

### Escrevendo
A decisão de dedicar um episódio inteiro ao tempo de Simmons no planeta foi tomada no início do planejamento da terceira temporada, para que o personagem pudesse se juntar ao resto do elenco no início da temporada, evitando o suspense da segunda temporada. "sinta-se inútil porque ela voltou e está bem". O uso das horas titulares para marcar a passagem do tempo surgiu depois que a ideia do planeta não ter nascer do sol foi definida, já que usar dias não era mais razoável. A sala dos roteiristas da série trabalhou em conjunto para contar a história, o que levou cerca de uma hora e meia, em vez das semanas habituais. O escritor da série e produtor supervisor Brent Fletcher teve a ideia de dividir as 4.722 horas em cinco atos, cada um escrito como o capítulo do livro. Os atos receberam rótulos como "The Stranger" e "The Plan", e essa estrutura serviu de base para o roteiro de Titley. Embora muitas semelhanças tenham sido observadas entre o episódio e o filme The Martian, Titley não tinha visto o filme quando estava escrevendo o roteiro e, em vez disso, foi inspirado pelo tropo geral da ficção científica de "uma pessoa sozinha em um planeta" e filmes como Enemy Mine.
Elizabeth Henstridge descreveu o episódio como "uma história de amadurecimento. Acho que vemos Simmons no início, e ela nunca esteve realmente pronta para o combate... Henstridge também notou elementos de suspense no episódio. No momento em "4.722 Horas" em que Simmons perde a esperança, Henstridge explicou: "Nunca pensei que a veríamos chegar a esse lugar... Isso justifica o relacionamento dela com Will também, porque ela estava pronta para acabar com tudo e foi ele quem a puxou de volta." Com relação ao relacionamento com o novo personagem Will Daniels, os produtores executivos trabalharam com Titley para tentar fazer com que parecesse merecido no episódio, dado o acompanhamento dos fãs de 'FitzSimmons' (o potencial relacionamento entre Simmons e Leo Fitz). O produtor executivo Jed Whedon também observou que o episódio "não foi uma história sobre os dois neste planeta, mas uma história sobre Fitz ouvindo isso e como ele responderá. Ele parte seu coração, no final, ela parte seu coração e, com sorte, você sente pelos três envolvidos."
Ter os astronautas da NASA viajando para o planeta em 2001 foi uma referência a 2001: A Space Odyssey, que também apresentava um monólito, enquanto Titley nomeou os colegas astronautas de Daniels em homenagem a seus astronautas cinematográficos favoritos: Austin de The Six Million Dollar Man ; Taylor de Planeta dos Macacos ; e Brubaker de Capricórnio Um.

### Elenco
Em outubro de 2015, a Marvel revelou que os principais membros do elenco Clark Gregg, Ming-Na Wen, Brett Dalton, Chloe Bennet, Iain De Caestecker, Henstridge, Nick Blood, Adrianne Palicki, Henry Simmons e Luke Mitchell estrelariam como Phil Coulson, Melinda May, Grant Ward, Daisy Johnson, Leo Fitz, Jemma Simmons, Lance Hunter, Bobbi Morse, Alphonso "Mack" Mackenzie e Lincoln Campbell, respectivamente.  No entanto, a maioria do elenco não aparece, com apenas Henstridge e De Caestecker desempenhando papéis notáveis; Whedon disse que os outros basicamente tiveram "uma semana de folga". Dillon Casey estrela como Will Daniels.
Sobre a série ter um episódio girando em torno de um único personagem, Whedon disse: "Temos muitas pessoas no programa e sentimos que este ano era o ano para começar a se ramificar em coisas assim. Então, nós apenas nos comprometemos de todo o coração". Ao escalar Casey como Daniels, os produtores queriam alguém que fosse mais velho que Henstridge, fisicamente diferente de De Caestecker, e "não se parecesse com o tipo [de Simmons]", para deixar menos claro que eles acabariam juntos.

### Filmagens
As filmagens ocorreram em uma pedreira em Simi Valley e em Northridge, Los Angeles perto do deserto de Mojave durante o dia, com o diretor de fotografia Feliks Parnell usando um efeito de filtragem inspirado em Mad Max: Fury Road para fazer parecer noite Tempo. Isso foi considerado mais prático do que filmar à noite no deserto, visto que quase todas as cenas acontecem durante a noite de 18 anos no planeta. Por conta disso, a produção lutou contra o calor intenso do deserto. Cerca de 22 minutos de filmagem extra foram filmados para o episódio que teve que ser cortado, incluindo uma subtrama em que Simmons perde o colar de sua avó e Daniels o encontra para ela.
Sobre como a continuidade foi enfatizada durante a produção do episódio, Bochco explicou que para cada um dos cinco atos do episódio havia um estágio diferente de cabelo, maquiagem e guarda-roupa para que a equipe pudesse retratar as mudanças físicas de Simmons conforme o tempo avança. Em vez de tentar filmar o episódio em ordem completa, o que era "impossível" devido às necessidades de agendamento de locação, a produção apenas tentou evitar mudar de um estágio para outro e vice-versa. Sobre o quanto o episódio mostra 'a entidade' no planeta, Bochco e Titley a compararam ao tubarão em Tubarão, com este episódio mostrando apenas "[sua] barbatana de vez em quando", e uma revelação maior da criatura chegando um episódio posterior.

## Introdução
"4.722 Horas" foi ao ar pela primeira vez nos Estados Unidos pela ABC em 27 de outubro de 2015.  O episódio começou a ser transmitido na Netflix em 16 de junho de 2016.

## Recepção

### avaliações
Nos Estados Unidos, o episódio recebeu uma participação de 1,4/4 por cento entre adultos entre 18 e 49 anos, o que significa que foi visto por 1,4 por cento de todos os lares e 4 por cento de todos os que assistiam à televisão no momento da transmissão. Foi assistido por 3,81 milhões de telespectadores. Uma semana após seu lançamento, o episódio foi assistido por 6,40 milhões de telespectadores nos Estados Unidos,  acima da média da temporada de 5,52 milhões de telespectadores.

### Resposta crítica

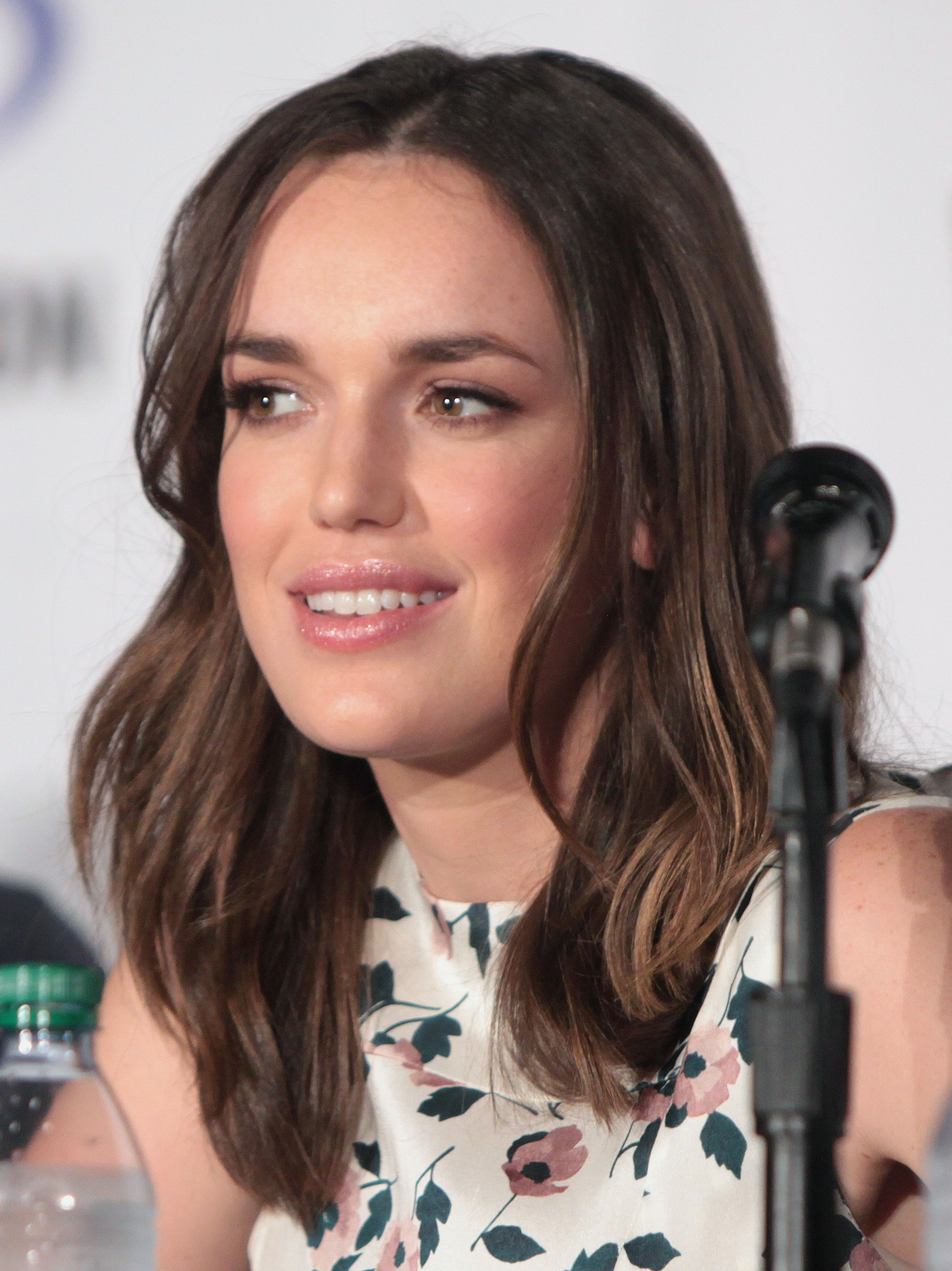
Elizabeth Henstridge recebeu elogios por sua atuação principal no episódio.

Eric Goldman do IGN pontuou o episódio com 9,7 de 10, indicando um episódio "incrível" que ele chamou de "um destaque... excelente TV". Ele elogiou o afastamento ousado da "vibração" normal da série, a "performance fantástica" de Henstridge e a forma como a relação entre Simmons e Daniels se desenvolve ao longo do episódio, e disse que "é uma prova de quão bem este episódio foi construído e como bem, a história foi contada que os aspectos [familiares/previsíveis] não atrapalharam o quão envolvente isso foi". Oliver Sava, do The AV Club, classificou o episódio como 'A', chamando-o de "ponto alto da série que mostra o valor de romper com a fórmula estabelecida". Ele observou como o episódio teve pontos fortes diferentes do semelhante The Martian, focando nos aspectos mais pessoais da jornada de Simmons, em vez das tentativas da SHIELD de resgatá-la. Ele elogiou as performances de Henstridge e Casey, o uso simples, mas eficaz, de filtros coloridos no episódio (em comparação com a "paleta de cores monótona" usual da série) e a representação da perda de esperança de Simmons e o desenvolvimento do relacionamento com Daniels, apesar da progressão previsível da história.
Rob Leane, do Den of Geek ' foi menos positivo, elogiando a "decisão corajosa" de se concentrar na performance de Simmons e Henstridge, enquanto notava as "semelhanças inegáveis" entre o episódio e The Martian, e criticando a introdução de Daniels como "mais como um dispositivo de enredo do que uma força motriz real para o episódio" e a introdução indesejada de um triângulo amoroso na série. Molly Freeman, escrevendo para Screen Rant, chamou "4.722 Hours" de uma "hora forte de televisão", apresentando um risco dramático ao focar em Simmons que ela sentiu valer a pena. Freeman afirmou, "uma vez que o arco dramático do episódio é estabelecido, ele segue um caminho bastante padrão... [mas] a atuação de Henstridge ajuda a trazer emoção suficiente para dar ao enredo o peso de que ele precisa".  Kevin Fitzpatrick, do Screen Crush, chamou o episódio de "inventivo e inesperado" e "uma aposta brilhante", elogiando o desempenho de Henstridge e a qualidade "imersiva" do episódio, especialmente o investimento no desenvolvimento pessoal de Simmons com Daniels e as tentativas de escapar do planeta. que ele sentiu foi "apenas ocasionalmente prejudicado pela exposição necessária de seus elementos mais improváveis". Fitzpatrick comparou positivamente "4.722 Horas" ao episódio " Hush " de Buffy the Vampire Slayer.
Joseph McCabe, do Nerdist, afirmou no episódio: " Agentes da SHIELD desta semana é tão bom que me deixa em um estado de pessimismo. Porque não consigo ver nenhuma maneira de continuar que dê uma resolução satisfatória à história que apresenta de maneira tão bela." Ele o chamou de "um dos melhores episódios que a SHIELD nos deu, e um dos poucos que um espectador com quase nenhum conhecimento prévio do programa pode apreciar totalmente", e elogiou a maneira como o relacionamento de Simmons e Daniels foi tratado, dizendo que Henstridge e Casey "se complementam maravilhosamente". Discutindo o episódio para a Vox, Caroline Framke o chamou de "surpreendente", elogiando a decisão de dedicar um episódio à provação de Simmons, em vez de apenas revelá-lo por meio de flashbacks em episódios "normais", bem como os esforços de Bochco, Titley e Henstridge, e o uso do contador de horas "sinistro" na tela.  Também revisando o episódio para Den of Geek, Marc Buxton pontuou 4,5 estrelas em 5, chamando-o de "o episódio mais experimental de Agents of SHIELD até agora e... pode ter sido o melhor momento da série até agora". Buxton sentiu que o episódio melhorou retroativamente os episódios anteriores da terceira temporada, que ele chamou de "anticlimático" devido ao modo como lidaram com o enredo de Simmons, e elogiou o desempenho de Henstridge. Ele também comparou positivamente o vilão do episódio, que ele descreveu como "difícil de entender, misterioso e sempre presente", com "os melhores vilões de Steven Moff em Doctor Who ".

### Elogios
Henstridge foi nomeada "Performer of the Week ' do TVLine na semana de 25 de outubro de 2015, por sua atuação neste episódio, particularmente por aparecer em todo o episódio, e pelas cenas mais 'comoventes' perto do final. O episódio foi eleito um dos melhores episódios de televisão de 2015 pelo The Atlantic.  Em junho de 2016, IGN classificou o episódio como o melhor da série.